# 法蘭西斯科皮薩羅 (納里尼奧省)
法蘭西斯科皮薩羅是哥倫比亞的城鎮，位於該國西南部，由納里尼奧省負責管轄，距離首府帕斯托442公里，始建於1526年，面積956平方公里，處於海拔水平面，2005年人口11,183。

## 外部連結
- （西班牙文） Town and Municipality of Francisco Pizarro official website （页面存档备份，存于）

2°06′N 78°43′W / 2.100°N 78.717°W